# Волоконно-оптична лінія передачі

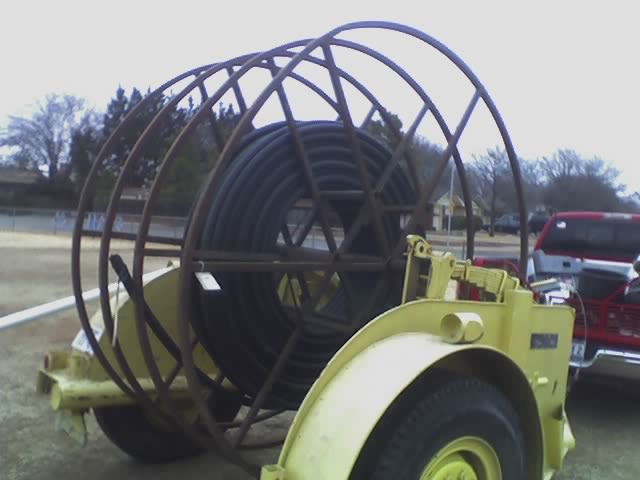
Волоконно-оптичний кабель

Волоко́нно-опти́чна лінія зв'язку (Волоко́нно-опти́чна лінія переда́чі) — волоконно-оптична система, що складається із пасивних та активних елементів, що призначена для передачі інформації у оптичному (як правило — ближньому інфрачервоному) діапазоні.

## Елементи ВОЛП

### Активні компоненти
- Мультиплексор/Демультиплексор — широкий клас приладів, що призначені для об’єднання та розділення інформаційних каналів. Мультиплексори та демультиплексори можуть працювати як у часової, так і у частотної областях, можуть бути електричними й оптичними (для систем із спектральним ущільненням).
- Регенератор — пристрій, що здійснює відновлення форми оптичного імпульсу, який, розповсюджуючись по волокну, спотворюється та згасає. Регенератори можуть бути як чисто оптичними, так й електричними, які перетворюють оптичний сигнал у електричний, відновлюють його, а потім знову перетворюють у оптичний.
- Підсилювач — пристрій, що підсилює потужність сигналу. Підсилювачі також можуть бути оптичними і електричними,  вони й здійснюють оптико-електронне і електронно-оптичне перетворення сигналу.
- Лазер — джерело монохромного когерентного оптичного випромінювання. У системах з прямою модуляцією, які є найбільш поширеними, лазер одночасно є і модулятором, що безпосередньо перетворює електричний сигнал в оптичний.
- Модулятор — пристрій, що модулює оптичну хвилю, несучу інформацію  за законом інформаційного електричного сигналу. У більшості систем цю функцію виконує лазер, проте в системах з непрямою модуляцією для цього використовуються окремі пристрої.
- Фотоприймач (фотодіод) — пристрій, що здійснює оптоелектронне перетворення сигналу.

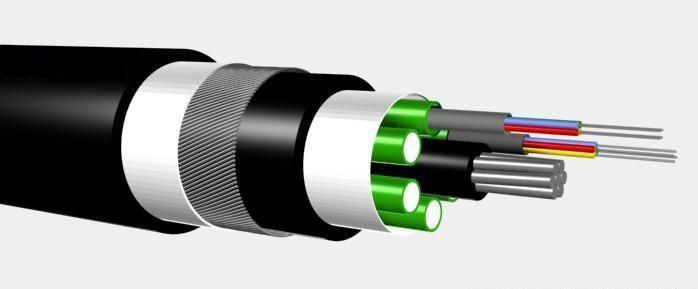
Оптичний кабель

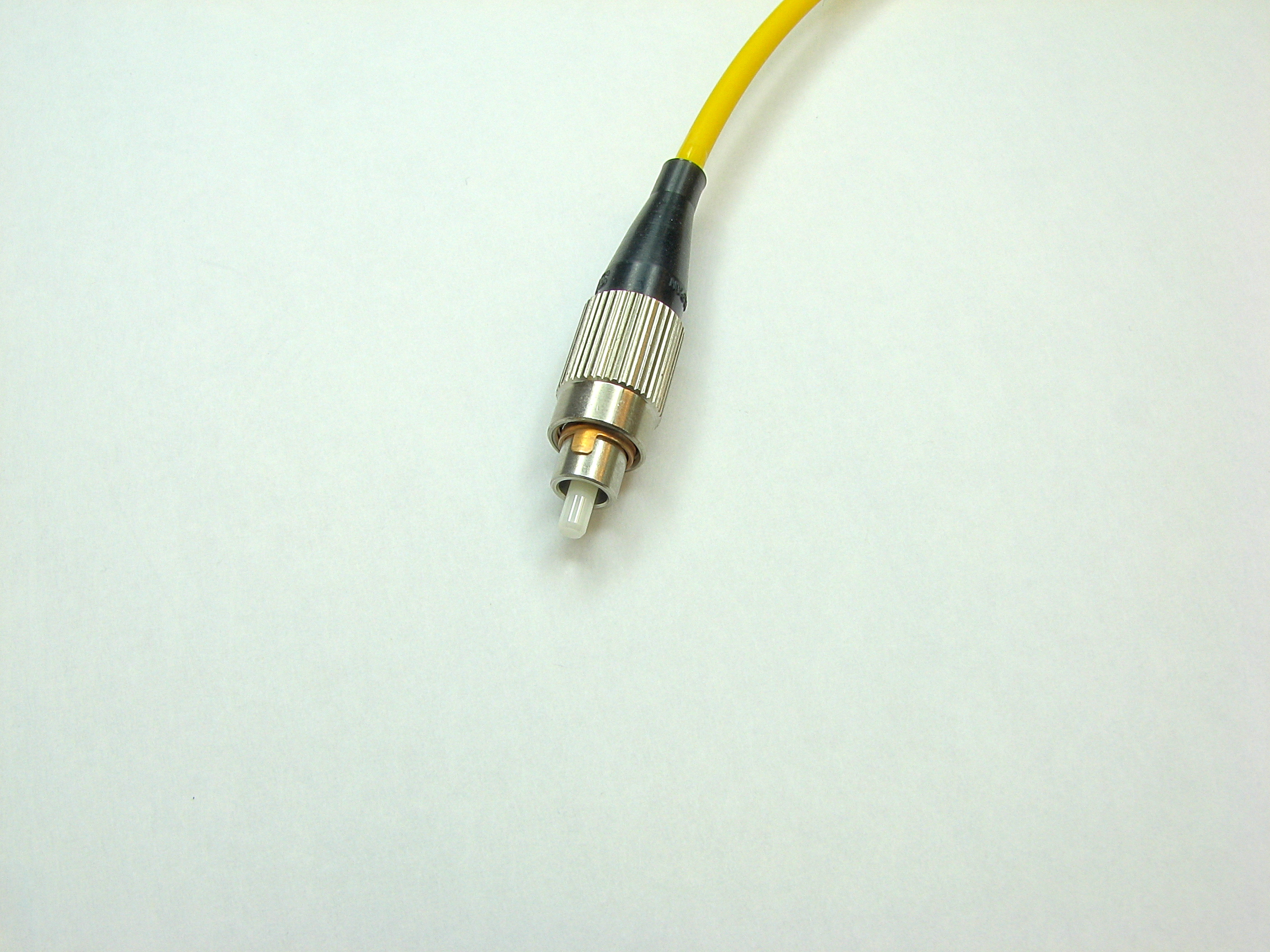
FC конектор

### Пасивні компоненти
- Оптичний кабель, елементами якого є оптичні волокна. Зовнішня оболонка кабелю може бути виготовлена з різних матеріалів: полівінілхлориду, поліетилену, поліпропілену, тефлону і інших матеріалів. Оптичний кабель може мати бронювання різного типу і специфічні захисні шари (наприклад, дрібні скляні голки для захисту від гризунів).
- Оптична муфта — пристрій для з'єднання двох і більше оптичних кабелів.
- Оптичний крос — пристрій, що призначений для окінцювання оптичного кабелю і підключення до нього активного устаткування.

## Переваги ВОЛП
Волоконно-оптичні лінії володіють рядом переваг перед дротяними (мідними) і радіорелейними системами зв'язку:
- Мале загасання сигналу (0,15 дБ/км в третьому вікні прозорості) дозволяє передавати інформацію на значно більшу відстань без використання підсилювачів. Підсилювачі у ВОЛП можуть ставитися через 40, 80 і 120 кілометрів, залежно від класу кінцевого устаткування.
- Висока пропускна спроможність оптичного волокна дозволяє передавати інформацію на високій швидкості, недосяжною для інших систем зв'язку.
- Висока надійність оптичного середовища: оптичні волокна не окислюються, не намокають, не чутливі до слабкого електромагнітного впливу.
- Висока захищеність від міжволоконних впливів — рівень захисту, випромінювання понад 100 дБ. Випромінювання в одному волокні абсолютно не впливає на сигнал в сусідньому волокні.
- Пожежо- та вибухобезпечність при вимірюванні фізичних і хімічних параметрів
- Малі габарити і маса.

## Недоліки ВОЛП
- Відносна крихкість оптичного волокна. При сильному вигинанні кабелю (особливо, коли в якості силового елементу використовується склопластиковий пруток) можлива поломка волокон або їх замутніння через виникнення мікротріщин.
- Складність з'єднання в випадку розриву;
- Складна технологія виготовлення як самого волокна, так і компонентів ВОЛЗ.
- Складність перетворення сигналу (у інтерфейсному устаткуванні).
- Відносна висока вартість кінцевого рішення ВОЛС. Проте, устаткування є дорогим у абсолютних цифрах. Співвідношення ціни і пропускної спроможності для ВОЛП краще, ніж для інших систем.
- Втрата прозорості волокна з часом внаслідок старіння.

## Застосування ВОЛП
Переваги волоконно-оптичних ліній зумовило їх широке вживання в телекомунікаційних мережах різних рівнів — від міжконтинентальних магістралей до корпоративних і домашніх комп'ютерних мереж.

## Монтаж ВОЛП

### Укладання кабелю
Оптичний кабель для ліній зв'язку може бути укладений таким чином: 
- У кабельну каналізацію або кабельний колектор;
- Безпосередньо у ґрунт [Архівовано 20 серпня 2013 у Wayback Machine.] — з використанням кабелеукладальника (броньований кабель) або задувається в раніше прокладену трубку [Архівовано 4 березня 2016 у Wayback Machine.] (полегшений або звичайний кабель);
- Підвіс кабелю — повітряна лінія зв'язку. Для кожного випадку виготовляються спеціальні кабелі, оболонки, що відрізняються типом, броні, допустимим розтягуючим зусиллям і іншими параметрами.

### Монтаж муфт і кросів
Для зрощення оптичних кабелів застосовуються оптичні муфти, що є пластиковими контейнерами, усередині яких розташована сплайспластина, що утримує оптичні волокна.
Оптичний крос є пристроєм, за допомогою якого здійснюється з'єднання оптичних волокон кабелю із стандартними роз'ємами. Крос виконується у вигляді металевої (як правило) коробки, на зовнішній панелі якої знаходяться оптичні роз'єми, а усередині — сплайспластина. З'єднання роз'ємів кросу з волокнами кабелю здійснюється за допомогою пігтейлів — коротких відрізків оптичного волокна з роз'ємами. Роз'їм пігтейлу з внутрішньої сторони кросу з'єднується із зовнішнім роз'ємом кросу, а інший кінець приварюється до волокна оптичного кабелю.
Оптичні кроси можуть виготовлятися для монтажу в стандартну 19-дюймову стійку, монтажу на стіну і в інших виконань. Кроси можуть мати можливість відкриватися без демонтажу або не мати відкривання.
Зварювання оптичних волокон здійснюється в напівавтоматичному режимі спеціальними зварювальними апаратами.

## Взаємодія ВОЛП з сильним електромагнітним випромінюванням
Сильне електромагнітне випромінювання здатне вносити міжканальні перешкоди в системах hdwdm і приводити до збільшення кількості помилок. Дане явище характерне в системах телематіки на залізничному транспорті, де ВОЛП прокладається на опорах контактної мережі у безпосередній близькості від контактного дроту. Помилки з'являються в моменти перехідних процесів, наприклад, при короткому замиканні. Дане явище пояснюється ефектами Керра і Фарадея.

## Приклади та параметри
|                        | Широкосмугові системи | Оптичні канали                  | Радіорелейні системи     |
| ---------------------- | --------------------- | ------------------------------- | ------------------------ |
| Швидкість передачі     | Декілька Мбіт/с       | понад 155 Мбіт/с                | до 155 Мбіт/с            |
| Максимальна відстань   | Декілька км           | <=2км                           | <50 км                   |
| Загроза підключення    | висока                | дуже висока                     | найвища                  |
| Проблеми інтерференції | мають місце           | відсутні                        | незначні                 |
| Інтерфейси             | 10/100 MbpsEthernet   | E1, волоконний стандарт, FE, GE | E1, STM-1 Eth, FE        |
| Точність настройки     | мала                  | висока                          | середня                  |
| Дозвіл на прийом       | Ліцензія вимагається  | Ліцензія не вимагається         | Вимагається ліцензія PTT |

|                                 | LED-LINK 300          | LaserLink 4E1/300 ! |
| ------------------------------- | --------------------- | ------------------- |
| Рекомендована відстань          | < 300                 | < 300               |
| Смуга пропускання [Mbps]        | 2-43                  | 4*2,048             |
| BER                             | ≤ 1е-9                | ≤ 1е-6              |
| Передавач                       | IP-LED                | IP-LED              |
| Потужність,що передається [мВт] | 50/60                 | 50/60               |
| Розбіжність променя [мрад]      | <10                   | <10                 |
| Динамічний діапазон [дБ]        | >30 (1:1000)          | >40 (1:10000)       |
| Мережевий інтерфейс             | Мультимодовое волокно | 4*E1, G.703         |
| Діаметр волокна [мкм]           | 50-60/120             | -                   |
| Довжина хвилі (RX) [нм]         | 780..900              | -                   |
| Довжина хвилі (TX) [нм]         | 850                   | -                   |
| Робоча температура              | -20÷+50               | -20÷+50             |

|                            | AirLaser IP100          | AirLaser IP1000 !          |
| -------------------------- | ----------------------- | -------------------------- |
| Максимальна дальність [м]  | < 2000                  | < 1000                     |
| Швидкість передачі[Мбит/c] | 125                     | 1250                       |
| Передавач                  | 2/4 VCSEL               | 4 VCSEL                    |
| Потужність [мВт]           | 2/4*7,5                 | 4*7,5                      |
| Апертура [см2]             | 2/4*28,25               | 4*28,25                    |
| Розбіжність[мрад]          | 2                       |                            |
| Динамічний діапазон [дВ]   | 30                      | 36                         |
| Приймач                    | PIN/APD                 | APD                        |
| Чутливість [дБм]           | -33/-43                 | -33                        |
| Довжина хвилі [нм]         | 1300                    | SX:850, LX:1300            |
| Стандарт                   | 100BaseFX (IEEE 802.3u) | 1000BaseSX/LX (IEEE802.3z) |
| Робоча температура         | (-25 +50)               | (-25 +50)                  |
| Споживана потужність       | 27                      | 35                         |